# Аоки, Харутика
Харутика Аоки (яп. 青木 治親; род. 28 марта 1976, Гумма, Япония) — бывший японский мотогонщик, двукратный чемпион мира по шоссейно-кольцевым мотогонкам MotoGP в классе 125 сс (1995 и 1996). Является самым молодым из трех братьев Аоки, которые участвовали в чемпионате мира MotoGP; двое других Нобутсаку и Такума.

## Биография

### Карьера мотогонщика
Дебютировал в чемпионата мира по шоссейно-кольцевым мотогонкам MotoGP в сезоне 1993 года в классе 125cc, где занял достаточно высокое четырнадцатое место в общем зачете, набрав 39 очков. В следующем сезоне занял 12-е место, набрав двадцать очков больше, а также завоевав свой первый подиум (третье место на Гран-При Европы).
Став более уверенным в собственных силах, в 1995 году Харутика стал чемпионом мира в классе 125сс, доминируя на протяжении сезона, одержав семь побед на этапах (в Австралии, Японии, Испании, Германии, Италии, Франции и Каталонии) и набрав 224 очка в общем зачете, на 84 больше, чем его соотечественник Казуто Саката, который занял второе место. В следующем году он снова завоевал титул чемпиона мира, одержав две победы и три поула на этапах.
В 1997 году он перешёл в класс 250сс, заняв восьмое место в первом сезоне. В следующем году занял шестое место в общем зачете, поднявшись однажды на подиум (на Гран-При Нидерландов).
В 1999 году он перешёл в класс 500сс, присоединившись к команде TSR Honda. В первом сезоне занял 15-е место.
Следующий сезон провел ещё хуже — лишь 17-е место в общем зачете.
В 2000 году Харутика Аоки перешёл к чемпионату Superbike World, где выступал на Ducati 996 RS за команду «R & D Bieffe». Учитывая невысокие результаты, в следующем сезоне японец вернулся в чемпионат MotoGP в одноимённый класс, который был введен на замену 500сс. Аоки присоединился к команде «Arie Molenaar Racing», к получил в свое распоряжение мотоцикл Honda NSR 500 V2. Наивысшим результатом в сезоне было 5-е место на Гран-При Италии, в общем зачете Харутика занял 17-е место.
В 2002 году Харутика Аоки вернулся в класс 250сс, но невысокие результаты (14-е место и 58 очков) убедили его завершить карьеру.